# 尤納斯卡島

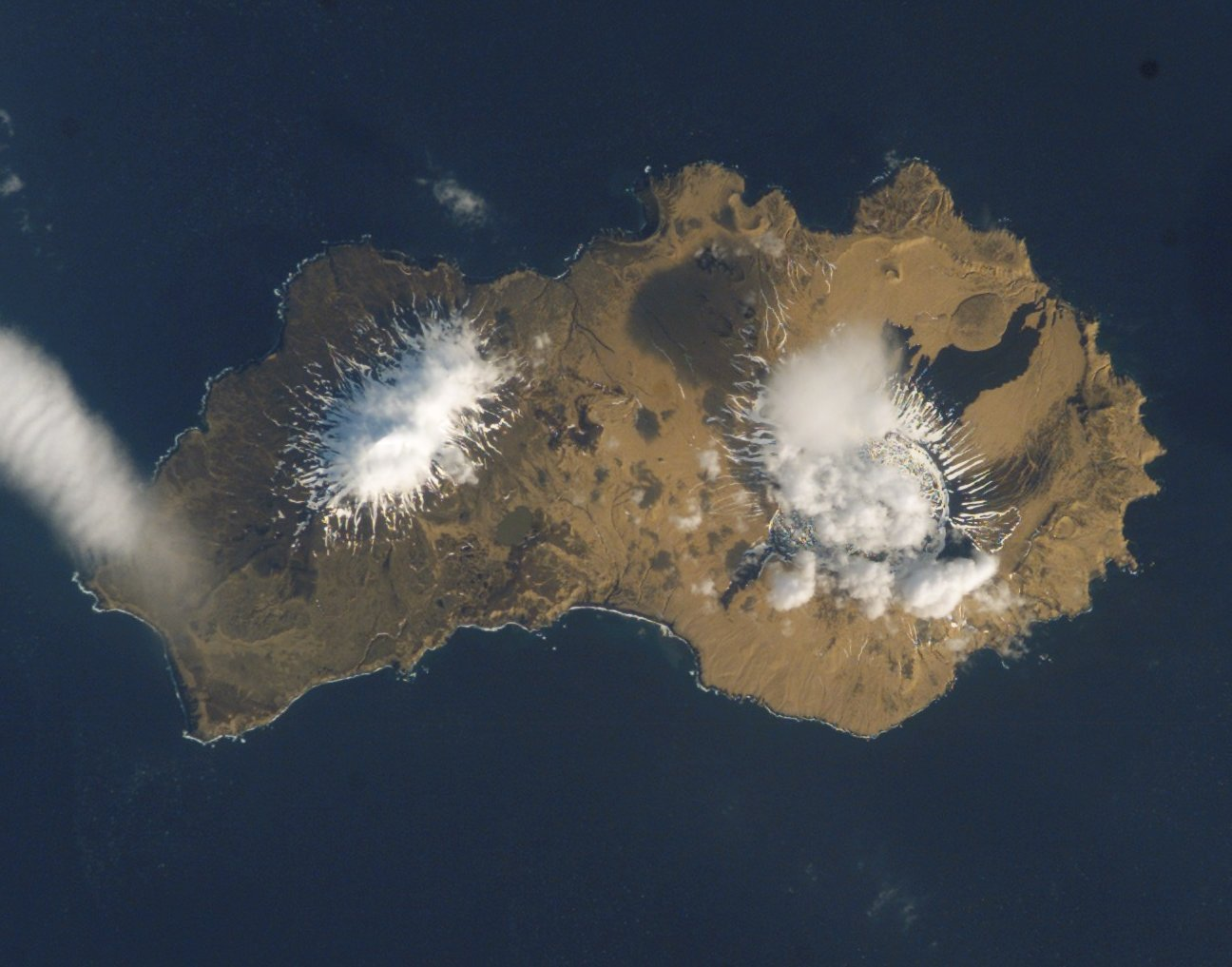

尤納斯卡島是美國的島嶼，位於太平洋海域，屬於四山群島的一部分，由阿拉斯加州負責管轄，長23公里、5.5公里，面積173平方公里，最高點海拔高度950米，島上無人居住。
52°37′53″N 170°41′49″W / 52.63139°N 170.69694°W